# Death Track: Відродження
Death Track: Відродження — відеогра жанру аркадних бойових перегонів. Гра являє собою рімейк легендарної Deathtrack, створеної в 1989 році компанією Dynamix. У всьому світі відома як Death Track: Resurrection. Англійська версія оновлена до версії 1.2 і не має реклами Мегафона.

## Сюжет
Дія гри відбувається в недалекому майбутньому, після ядерної катастрофи. У світі панують анархія і розруха, торжествують жорстокість і нелюдяність. Найпопулярнішим шоу на планеті стають гонки на виживання — Death Track. Боліди гонщиків комплектуються не лише потужним двигуном, але і найсучаснішою зброєю. Довгий час увага всієї планети прикута до жорстокого видовища, проте в якийсь момент рейтинги починають стрімко падати. Багато знаменитих пілотів відмовляються брати участь у черговому сезоні, і організатори змушені мати справу навіть з маловідомими пілотами, одним з яких стає головний герой гри.

## Ігровий процес

### Траси
Гонки проходять в колись найбільших містах світу, які прийшли в запустіння через світові катаклізми. У грі можна побачити Париж, Бангкок, Лондон, Ватикан, Праги, Нью-Йорк, Москву, Стамбул, Сан-Дієго і Токіо. Міста напівзруйновані, безлюдні, але при цьому цілком пізнавані, в тому числі завдяки дивом уцілілим пам'яткам. Наприклад, у Парижі можна побачити Ейфелеву вежу і Тріумфальну арку, в Нью-Йорку - Статую Свободи. Деякі з будівель і споруд можна руйнувати - це підвищує рейтинги шоу і приносить гравцеві додаткові окуляри, які після закінчення гонки конвертуються в гроші. 

### Автомобілі
У грі 10 футуристичних болідів, які різняться за своїми ходовими характеристиками. Автомобілі можна тюнінгувати, покращуючи двигун, коробку передач або броню. 

### Зброя
У гравця є 7 видів зброї, при цьому одночасно на автомобіль можна встановити тільки 3. Зброю також можна покращувати на гроші, отримані за гонку. 

## Ігровий рушій
У грі, як і в усіх інших проектах компанії Skyfallen Entertainment, використовується їхня власна розробка, рушій TheEngine.
Цей рушій також використовувався в King's Bounty. Легенда про лицаря і в іграх Санітари підземель, Не час для драконів і Кодекс війни

## Саундтрек
Музичний супровід гри було виконано студією TriHorn Productions за участю студій 1shot (аранжування і виконання головної теми) і Gaijin Sound (продюсування головної теми). 
Три музичні композиції з саундтрека гри, з дозволу правовласників, були розміщені у вільному доступі. 

## Відгуки
| Агрегатор    | Оцінка |
| ------------ | ------ |
| GameRankings | 53,87% |
| Metacritic   | 54/100 |

| Видання      | Оцінка |
| ------------ | ------ |
| IGN          | 6,7/10 |
| Pocket Gamer | 8/10   |

Гра отримала середні і високі оцінки від критиків. Оглядач сайту AG.RU Михайло Калинченко позитивно відгукнувся про графік гри та якісний саундтрек, зазначивши як мінуси невелику, на його думку, кар'єру і відсутність мультиплеєра. 
Олександр Яковенко, журналіст комп'ютерного журналу «Найкращі комп'ютерні ігри» у своїй рецензії звернув увагу на дещо, на його погляд, непродуманий і бідний на деталі сюжет, а також не зовсім вдалий гейплей. Окрім іншого, було відмічено відсутність мультиплеєра, як серйозний недогляд. Високу оцінку в його рецензії отримала графіка, музичне оформлення і загальне враження від гри. У рецензії автор порівняв гру з Ex Machina: Arcade і механоіди, зауваживши, що Death track взяв найкраще з цих ігор. 
Рецензент сайту PlayGround.ru, що публікує статті під ніком demigot недоліком гри відзначив певний дисбаланс складності і не дуже велику кількість трас. Крім того, так само, як і більшість рецензентів, великим мінусом порахував відсутність мультиплеєра. З позитивних моментів автор відзначив «шикарну графіку і відмінний дизайн» ігри, а також якісне звукове оформлення: 
 Нарешті, «фан» множать музика і звук. Trihorn Production і Gaijin Sound, працювали в «Death Track: Відродження» над цими елементами, знову підтвердили репутацію одних з найкращих у Росії саунд-команд. Головна вибухова композиція - ідеальний вибір для такої гри: нагадуючи чимось зійшла з розуму групу «Плазма», ця річ, тим не менш, рве на шматки безтурботне настрій і виконує роль психований тренера, який постійно жене вас по трасі. Скрегіт машин, звуки стрілянини, Ухань вибухів і навіть голос дикторки в роликах - все зроблено ідеально. — 
Гра Death Track: Відродження була номінована на премію КРІ Awards в рамках КРІ-2008 в номінації Найкраща ігрова графіка.